# United States Associate Attorney General
Der Associate Attorney General of the United States ist der dritthöchste Beamte im US-Justizministerium. Er berät und unterstützt den United States Attorney General und seinen Stellvertreter in politischen Fragen. Er wird durch den Präsidenten der Vereinigten Staaten mit Zustimmung des Senats ernannt. Derzeitiger Amtsinhaber ist kommissarisch Matthew Colangelo.

## Gründung
Das Büro des Attorney General Associate (OASG) wurde vom Justizminister durch die Verordnung Nr. 699-77 am 10. März 1977 gegründet.

## Aufgaben
Neben der politischen Beratung des Justizministers und dessen Stellvertreters übt der Associate Attorney General die Dienstaufsicht über diverse Justizeinrichtungen, insbesondere die Abteilungen des US-Justizministeriums für Bürger, Bürgerrecht, Kartellrecht, Steuern, und die Abteilung für Umwelt und natürliche Ressourcen aus.

## Liste der Associate Attorneys General
| Name                           | Bild | Amtszeit  | Nominierung durch |
| ------------------------------ | ---- | --------- | ----------------- |
| Michael Joseph Egan, Jr.       |      | 1977–1979 | Carter            |
| John H. Shenefield             |      | 1979–1981 | Carter            |
| Rudolph William Louis Giuliani |      | 1981–1983 | Reagan            |
| Delwen Lowell Jensen           |      | 1983–1985 | Reagan            |
| Arnold Irwin Burns             |      | 1985–1986 | Reagan            |
| Stephen S. Trott               |      | 1986–1988 | Reagan            |
| Francis Anthony Keating II     |      | 1988–1990 | George H. W. Bush |
| nicht besetzt                  |      | 1990–1992 | George H. W. Bush |
| Wayne Budd                     |      | 1992–1993 | George H. W. Bush |
| Webster Lee Hubbell            |      | 1993–1994 | Clinton           |
| John R. Schmidt                |      | 1994–1997 | Clinton           |
| Raymond Corley Fisher          |      | 1997–1999 | Clinton           |
| Daniel Marcus                  |      | 1999–2001 | Clinton           |
| Jay B. Stephens                |      | 2001–2002 | George W. Bush    |
| Peter Douglas Keisler *        |      | 2002–2003 | George W. Bush    |
| Robert Davis McCallum, Jr.     |      | 2003–2006 | George W. Bush    |
| William W. Mercer *            |      | 2006–2007 | George W. Bush    |
| Gregory George Katsas          |      | 2007–2008 | George W. Bush    |
| Kevin James O’Connor           |      | 2008–2009 | George W. Bush    |
| Thomas John Perrelli           |      | 2009–2012 | Obama             |
| Tony West                      |      | 2012–2014 | Obama             |
| Stuart F. Delery *             |      | 2014–2016 | Obama             |
| William Joseph Baer *          |      | 2016–2017 | Obama             |
| Jesse Michael Panuccio *       |      | 2017      | Trump             |
| Rachel Lee Brand               |      | 2017–2018 | Trump             |
| Jesse Michael Panuccio*        |      | 2018–2019 | Trump             |
| Claire McCusker Murray*        |      | 2019–     | Trump             |
| Matthew Colangelo*             |      | 2021–     | Biden             |
| Vanita Gupta                   |      | Nominiert | Biden             |
| * kommissarische Amtsinhaber   |      |           |                   |